# Raphael Framberger
Raphael Framberger (* 6. September 1995 in Augsburg) ist ein ehemaliger deutscher Fußballspieler.

## Karriere

### Vereine
Framberger begann seine Karriere beim SV Cosmos Aystetten und wechselte 2004 in die Jugend des FC Augsburg. 2013 rückte er in den Profikader auf, kam aber zunächst noch in der A-Jugend und der zweiten Mannschaft zum Einsatz, die in der Regionalliga Bayern spielt.
Sein Debüt in der Bundesliga gab Framberger am 28. Januar 2017 beim Auswärtsspiel gegen den VfL Wolfsburg, wo er in die Startelf berufen wurde und die komplette Begegnung durchspielte. Beim 2:1-Sieg gab er eine Torvorlage. Im Januar 2023 wurde er bis Saisonende an den SV Sandhausen verliehen, anschließend kehrte er zum FCA zurück. Im Juli 2023 erlitt Framberger seinen bereits dritten Kreuzbandriss in seiner laufenden Karriere und fiel für die Saison 2023/24 aus.
Frambergers auslaufender Vertrag wurde für die Saison 2024/25 verlängert. Seither stand er im Kader der zweiten Mannschaft, bei der er nach seiner langen Verletzungspause wieder Spielpraxis sammeln sollte. Verletzungsbedingt konnte er jedoch kein Spiel absolvieren, sodass er nach dem Vertragsende seine Karriere im Alter von 29 Jahre beendete.

### Nationalmannschaft
Framberger wurde zweimal in der deutschen U-16-Nationalmannschaft eingesetzt und je einmal in der U-15- und U-17-Auswahl.

## Privates
Framberger ist der jüngere Bruder von Daniel Framberger.